# Char D1
Il Char D1 è stato un carro armato leggero francese sviluppato verso la fine degli anni venti. Pensato per il supporto della fanteria, fu invece adoperato come carro da battaglia, invero con scarso successo, durante la seconda guerra mondiale.

## Storia

### Sviluppo
Al termine della prima guerra mondiale, la Francia contava la forza corazzata più numerosa al mondo, composta per lo più dai Renault FT, carri leggeri che conobbero un grande successo sia in patria che all'estero; le ristrettezze economiche del dopoguerra frenarono però i possibili sviluppi e il pensiero militare rimase ancorato ai concetti d'impiego del conflitto. Durante la seconda metà del 1920 il governo francese intraprese un vasto piano di motorizzazione e meccanizzazione delle proprie forze armate per recuperare il tempo perduto e mantenere il "cordone sanitario" attorno l'inquietante Unione Sovietica.
Nel 1928 (o nel 1926 secondo un'altra fonte) l'Ufficio centrale della fanteria ordinò dalla Renault un nuovo carro leggero preposto all'accompagnamento tattico; gli ingegneri lavorarono direttamente sullo sperimentale Renault NC, un progetto collaterale dell'FT dotato di nuove sospensioni a molloni verticali. L'ibrido nato nel 1929 dalla riconversione fu designato Char D e la ditta ne fabbricò una preserie di 10 unità, il cui collaudo avvenne sotto la supervisione di una commissione industriale che approvò il progetto nonostante alcune evidenti mancanze e approssimazioni.

### Produzione
La Renault ricevette la prima commissione di 70 veicoli il 23 dicembre 1930, realizzata a partire dall'inizio del 1931; un secondo ordine di 30 unità si ebbe il 12 luglio 1932, seguito da un terzo lotto di 50 carri richiesto il 16 ottobre 1933. La linea d'assemblaggio fu chiusa definitivamente nel 1935 dopo aver fabbricato complessivamente 160 esemplari del mezzo, che aveva assunto la denominazione "Char D1", visto che il governo aveva ordinato alla Renault di estrapolarne altri due blindati simili (Char D2 e Char D3).

### Impiego operativo
Fin dalla sua entrata in servizio nell'esercito francese nel 1931, il D1 si rivelò un fallimento quasi totale: la meccanica inaffidabile rendeva un calvario la marcia su terreni sconnessi, l'interno era poco funzionale e il personale militare che li ebbe in carico li accolse molto freddamente; addirittura alcuni carri vennero rimandanti in ditta per approfondite revisioni tecniche. I comandi, consci di simili manchevolezze, nel 1937 dislocarono i mezzi in Tunisia suddividendoli nel 61º, 65º e 67º BCC (abbreviazione di Bataillon de Chars de Combat). Nel 1940 il terzo reparto fu richiamato in Francia a causa dell'invasione tedesca; i 43 D1 che lo componevano giunsero a destinazione nei primi giorni di giugno, ma più della metà fu distrutta in combattimento.
A seguito dell'armistizio di Compiègne la Germania ritenne i 18 esemplari catturati durante la campagna ridenominandoli Panzerkampfwagen 732 (f), ma pare non ebbero alcun utilizzo nei ranghi dello Heer. I D1 rimasti alla Francia furono distribuiti tra il 2º, 5º e 7º RCA (ovvero Régiment de Chasseurs d'Afrique) in organico alle forze armate del governo di Vichy: dopo qualche scaramuccia contro gli anglo-statunitensi sbarcati in Africa nel novembre 1942, i veicoli furono acquisiti dalle forze della Francia Libera di Charles de Gaulle che li riunì in una brigata leggera meccanizzata; gettati in battaglia a Kasserine nei primi mesi del 1943, i D1 furono accreditati di aver distrutto almeno un Panzer IV. Questa fu l'ultima azione dell'obsoleto carro francese, che infatti venne rimpiazzato dai britannici Mk III Valentine.

## Caratteristiche
Il nuovo Char D presentava uno scafo più largo del suo predecessore (2,20 metri), costruito su una intelaiatura fortemente angolata e ricoperta da piastre rivettate, con una luce libera di solo 14,5 cm. Riteneva invece la torretta dell'FT con un cannone Puteaux SA 18 da 37 mm L/21 con velocità iniziale del proiettile pari a 388 m/s, adatto dunque ad appoggiare le azioni delle truppe appiedate; come difesa sulle brevi distanze era installata in casamatta una mitragliatrice MAC 1931 da 7,5 mm.
La corazzatura arrivava a un massimo di 30 mm su tutte le zone ritenute vitali per il funzionamento del carro e la sopravvivenza dell'equipaggio, composto da tre membri: il comandante trovava posto nella torretta e il pilota sedeva a sinistra nello scafo anteriore; la posizione di questi richiese però l'aggiunta di una grossa sporgenza sul muso del carro, per ricavarvi portello e visori necessari alla guida. Era preposto anche all'adopero della MAC 1931 in casamatta.
Il terzo uomo era un radioperatore, ruolo decisamente innovativo e ancora poco diffuso nei carri postbellici; era addetto all'uso di una radio ER52 (Emetteur-Récepteur, cioè radiotelegrafica) la cui vistosa antenna triangolare era fissata sul retro del mezzo decentrata a destra. L'equipaggio accedeva all'interno del veicolo attraverso tre portelli rettangolari ricavati nello scafo anteriore e incernierati su cardini.
Il treno di rotolamento, protetto su entrambi i lati del veicolo da larghi pannelli corazzati, era assai peculiare, poiché le 14 ruote portanti erano di due diversi diametri: quelle più piccole erano riunite in gruppi di due o tre, mentre le più larghe erano indipendenti. Superiormente non si trovavano rulli tendicingolo, bensì tacchi in legno; la ruota di rinvio era anteriore e quella motrice posteriore. Sul sistema correvano cingoli composti da 62 maglie larghi 320 mm, che davano al mezzo una pressione specifica al suolo di 3 kg/cm2.
L'apparato propulsore era un Renault da 4 cilindri a V erogante 65 hp a 2.000 giri al minuto, collegato a un cambio con sei marce avanti e una retromarcia; usufruiva anche di un differenziale tipo Cleveland per direzionare il carro. Questo motore, servito da un serbatoio di 180 litri, era sottopotenziato per muovere le 15 tonnellate del veicolo, deficienza che si tradusse in mediocri prestazioni sia su strada che su terreno accidentato; il consumo di carburante, pari a 145 litri ogni 100 chilometri, era inoltre proibitivo e l'autonomia risultante era decisamente modesta (90 chilometri). Il macchinario era alloggiato nel vano posteriore del veicolo, caratterizzato dall'antenna e da coperture inclinate; la parte terminale dello scafo presentava inoltre una coda atta a facilitare il superamento di trincee larghe fino a 2,20 metri. Il Char D riusciva anche a superare guadi di 0,90 metri e ostacoli alti 1,10 metri.

### Modifiche
Rispetto ai modelli del primo lotto, i D1 di seconda generazione introdussero diverse migliorie. Le vecchie torrette dell'FT furono rimpiazzate con quelle del tipo ST-1, tra le prime al mondo a essere ottenute mediante una colata in stampi. Il modello venne però criticato dai comandi francesi per le ristrette dimensioni e la Schneider dovette dunque disegnare e produrre una più larga torretta ST-2. Queste ultime erano equipaggiate con una mitragliatrice MAC 1931 (Reibel) da 7,5 mm e un cannone SA 34 da 47 mm L/30: tale pezzo d'artiglieria sparava proiettili pesanti 1,5 chili a una velocità alla bocca di 700 m/s, capaci di penetrare 28 mm da 500 metri e 20 mm da 1.000 metri. L'alzo di entrambe le armi andava da -18 a +20° ed era effettuato manualmente dal capocarro, che veniva a essere oberato di compiti. Le munizioni disponibili erano 112 oppure 78 per il cannone e 5.000 cartucce erano trasportabili per rifornire le due Reibel.
Infine, la corazzatura fu portata a 40 mm sulla parte frontale dello scafo e venne installato un più potente motore da 74 hp, che però non influì sui parametri di velocità e raggio d'azione.

## Varianti
In contemporanea al ciclo produttivo del Char D1 furono costruiti alcuni modelli sperimentali del Char D2 con torretta dell'FT-17. Presentavano uno scafo con alcune superfici inclinate e i carri di serie furono armati con un SA 35, versione allungata del SA 34, ma solo 100 esemplari furono fabbricati.

## Esemplari esistenti
Nessun veicolo è sopravvissuto fino ad oggi, ad eccezione di un prototipo senza torretta del Renault NC27 e venduto alla Svezia, dove era conosciuto come "Stridsvagn FM/28" e principalmente utilizzato per la formazione dei conducenti: oggi è in esposizione al Museo Panser di Axvall.